# Varieté (альбом Марка Алмонда)
Varieté — пятнадцатый студийный альбом британского певца и автора песен Марка Алмонда, выпущенный 7 июня 2010 года на лейбле Strike Force Entertainment, являющемся частью Cherry Red Records.
Альбом Varieté стал первым за девять лет альбомом Марка с оригинальным материалом (предыдущим альбомом с оригинальным материалом был Stranger Things, выпущенный в 2001 году). Большая часть материала для альбома написана Марком Алмондом, а также Нилом Уитмором и Мартином Уоткинсом. В качестве продюсера выступил сам Алмонд.
На момент выпуска альбома Алмонд заявлял, что это будет его последний альбом с оригинальным материалом, поскольку он всё больше интересовался записью каверов на уже существующие песни (предыдущие три студийных альбома Алмонда — Heart on Snow, Stardom Road и Orpheus in Exile — являлись наборами каверов). Впоследствии это оказалось неправдой — Марк продолжил записывать оригинальный материал.
Альбом был выпущен в двух версиях — стандартном CD-варианте в jewel-case и лимитированном двухдисковом диджипаке, на втором диске которого было семь бонус-треков.

## Критика
| Оценки критиков     | Оценки критиков |
| Источник            | Оценка          |
| ------------------- | --------------- |
| AllMusic            | [ 2 ]           |
| The Guardian        | [ 3 ]           |
| The Daily Telegraph | [ 4 ]           |
| The Scotsman        | [ 5 ]           |
| Daily Mirror        | [ 6 ]           |
| Record Collector    | [ 7 ]           |

Альбом получил неоднозначные отзывы критиков. The Guardian описала «ностальгическое настроение», но сочла альбом «уже пропаханной бороздой». Газета Daily Telegraph написала о текстах Алмонда, заявив, что «его лирическое перо остается забавно зазубренным», и назвала альбом «самостоятельной подлостью кабаре». В обзоре The Scotsman утверждалось, что Алмонд оглядывается назад с этим альбомом, возвращаясь «с готовностью к старым темам», и резюмировало его, назвав Varieté «озорным, легковесным развлечением по сравнению с более мрачными и мучительными путешествиями Алмонда в европейский шансон». Саймон Прайс в своем обзоре от The Independent назвал альбом «автобиографией, а также гимном андеграунду» и заявил, что Алмонд «полон решимости выжать из жизни все до последней капли». В обзоре AllMusic постановка получила высокую оценку как «свободно перетекающая от скудной ночной обстановки в коктейль-баре к большим, смелым оркестровым заявлениям». Также в обзоре были дополнительные комментарии к бонус-трекам, доступным в ограниченной версии альбома, в которых говорилось, что «более минималистичные, акустические» песни проливают «более яркий свет на способности Алмонда к написанию песен».

## Список композиций
| №  | Название                 | Авторы                                   | Длительность |
| -- | ------------------------ | ---------------------------------------- | ------------ |
| 1  | «(Intro)»                | Марк Алмонд, Майкл Кэшмор                | 0:42         |
| 2  | «Bread & Circus»         | Марк Алмонд, Алексей Фёдоров             | 3:47         |
| 3  | «Nijinsky Heart»         | Марк Алмонд, Роланд Фабер                | 3:59         |
| 4  | «The Exhibitionist»      | Марк Алмонд, Мартин Уоткинс              | 4:44         |
| 5  | «The Trials of Eyeliner» | Марк Алмонд, Майкл Кэшмор                | 5:44         |
| 6  | «Lavender»               | Марк Алмонд, Мартин Уоткинс              | 5:25         |
| 7  | «Soho So Long»           | Марк Алмонд, Алексей Фёдоров, Нил Уитмор | 3:37         |
| 8  | «Unloveable»             | Марк Алмонд, Роланд Фабер                | 2:47         |
| 9  | «Sandboy»                | Марк Алмонд, Мартин Уоткинс              | 4:41         |
| 10 | «It's All Going On»      | Марк Алмонд, Роланд Фабер                | 4:32         |
| 11 | «Variety»                | Марк Алмонд, Роланд Фабер                | 3:31         |
| 12 | «Cabaret Clown»          | Марк Алмонд                              | 3:09         |
| 13 | «My Madness and I»       | Марк Алмонд, Нил Уитмор                  | 4:34         |
| 14 | «But Not Today»          | Марк Алмонд, Нил Уитмор                  | 4:29         |
| 15 | «Swan Song»              | Марк Алмонд, Нил Уитмор                  | 3:41         |
| 16 | «Sin Song»               | Марк Алмонд, Майкл Кэшмор                | 7:03         |

Бонус-треки на лимитированном издании
| №  | Название                   | Авторы                    | Длительность |
| -- | -------------------------- | ------------------------- | ------------ |
| 17 | «My Evil Twin»             | Марк Алмонд, Роланд Фабер | 3:13         |
| 18 | «A Lonely Love»            | Марк Алмонд               | 3:35         |
| 19 | «Cat Dancer»               | Марк Алмонд, Нил Уитмор   | 2:23         |
| 20 | «Criminal Lover»           | Марк Алмонд, Нил Уитмор   | 3:17         |
| 21 | «I Am No One»              | Марк Алмонд, Нил Уитмор   | 2:35         |
| 22 | «Smoke»                    | Марк Алмонд, Нил Уитмор   | 3:11         |
| 23 | «Kiss the Ghost (Goodbye)» | Марк Алмонд               | 4:45         |

## Участники записи
- Марк Алмонд — вокал, аранжировка
- Нил Уитмор — электрическая и акустическая гитара, гавайская гитара, фортепиано, губная гармоника, омникорд, аранжировка
- Мартин Уоткинс — фортепиано, клавишные, омникорд, аранжировка
- Дэйв Раффи — барабаны, перкуссия, бонго, ложки, драм-машина
- Карл Холт — электрический и акустический бас

Приглашенные музыканты:
- Армен Ра – терменвокс
- Дэвид Коултер — музыкальная пила
- Энди Марлоу — дополнительная гитара
- Роланд Фабер — Moog, аналоговые синтезаторы, симуляция Martenot, Mellotron
- Шеймус Биген — орган Hammond
- Томас Боулз — кларнет
- Игорь Ауткин (группа Мазаика) – баян, аккордеон
- Сара Харрисон (из группы Mazaika) — скрипка
- Джемма Роузфилд — виолончель
- Дэйзи Гаторн-Харди — виолончель
- Сара МакМэхон — виолончель
- Мария Мартинес — виолончель
- Дебс Уайт — скрипка
- Тэмсин Уэйли-Коэн — скрипка
- Том Хэнки — альт
- Джеймс Найт — саксофон
- Доминик Гловер — труба
- Никол Томсон — тромбон
- Ричард Шоу — корнет
- Люси Джексон — корнет
- Трейси Колстон — тенор-валторна
- Джонатон Форд — эуфониум
- Трис Пенна — струнный синтезатор